# Nepenthes monticola
Nepenthes monticola este o specie de plante carnivore din genul Nepenthes, familia Nepenthaceae, ordinul Caryophyllales, descrisă de A.S. Rob., Wistuba, Nerz, M. Mansur și S. Mcpherson. Conform Catalogue of Life specia Nepenthes monticola nu are subspecii cunoscute.

## Galerie de imagini

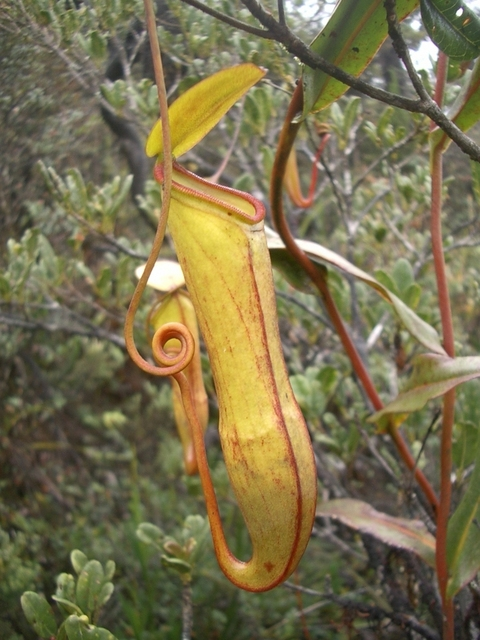
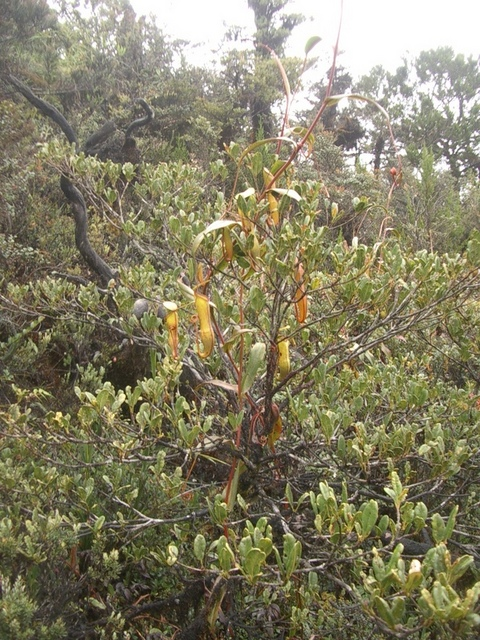
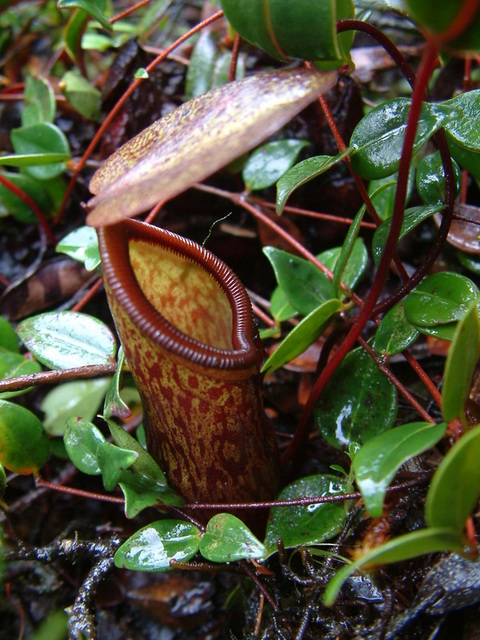
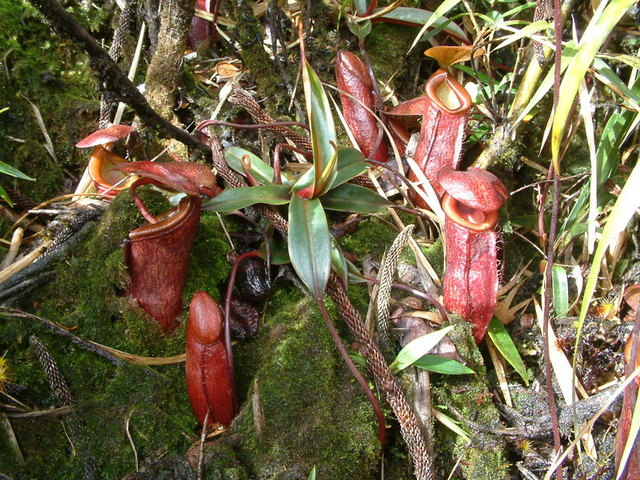
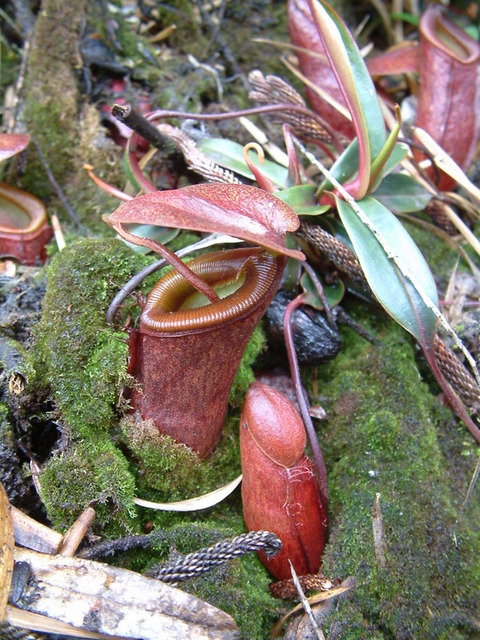